# قائمة السفن الحربية التركية
قائمة السفن التركية الحربية هي قائمة السفن الحربية في القوات التركية البحرية. فحتى 2013، كان يوجد نحو 112 سفينة في الخدمة (بإستثناء سفن معاونة صغيرة) يضمون: 16 فرقاطة، 8 حراقة، 14 غواصة وسفن أخرى متنوعة.

## السفن
| الطراز                                      | الصورة      | السفن | الإزاحة         | ملاحظة                                  |             |
| فرقاطة (16)                                 | فرقاطة (16) | فرقاطة (16) | فرقاطة (16)     | فرقاطة (16)                             | فرقاطة (16) |
| ------------------------------------------- | ----------- | --- | --------------- | --------------------------------------- | ----------- |
| طراز گابية                                  |             | TCG غازي عنتيپ (F-490) TCG Giresun (F-491) TCG Gemlik (F-492) TCG Gelibolu (F-493) TCG Gökçeada (F-494) TCG Gediz (F-495) TCG Gökova (F-496) TCG Göksu (F-497) | 4,100 طن        | الاسم الأصلي للطراز "اوليڤر هازرد پري". |             |
| طراز بربروس                                 |             | | 3,300 طن        |                                         |             |
| طراز ياڤوز                                  |             | | 3,000 طن        |                                         |             |
| سفن حربية (تركية)                           |             | |                 |                                         |             |
| تي سي جي-                                   |             | 2,300 طن | 6 more planned. |                                         |             |
| بورك-كلاس-طراز سي جي تركي                   |             | | 1,300 طن        | ex D'Estienne d'Orves-class avisos.     |             |
| غواصة (13)                                  |             | |                 |                                         |             |
| الإيطالية التركية- 209/1200                 |             | | 1,600 طن        |                                         |             |
| بريفيز كلاس - غواصة حربية تركيو- 209T1/1400 |             | | 1,800 طن        |                                         |             |
| جور كلاس- 209T2/1400                        |             | | 1,800 طن        |                                         |             |

## وصلات خارجية
- Turkish Navy Official
- Turkish Naval Museum
- Serhat Guvenc, "Building a Republican Navy in Turkey: 1924-1939", International Journal of Naval History
- Undersecretariat for Defence Industries